# Collegio di St Albans
St Albans è un collegio elettorale situato nell'Hertfordshire, nell'Est dell'Inghilterra, e rappresentato alla Camera dei comuni del Parlamento del Regno Unito. Elegge un membro del parlamento con il sistema first-past-the-post, ossia maggioritario a turno unico; l'attuale parlamentare è Daisy Cooper dei Liberal Democratici, che rappresenta il collegio dal 2019.

## Estensione
Il collegio si trova nell'Hertfordshire, in Inghilterra; nello specifico, comprende la città di St Albans e parte della campagna circostante, principalmente a sud della città.
Nel 2007 la Boundary Commission for England apportò alcune modifiche ai collegi della contea, con effetto dalle elezioni generali del 2010. L'Hertfordshire mantenne i suoi 11 collegi, ma vennero modificati per allinearli ai confini dei ward di governo locale, che erano stati modificati dal 1995. 
Il collegio dal 2024 comprende i seguenti ward elettorali: Batchwood; Bernards Heath; Clarence; Colney Heath; Cunningham; Hill End; London Colney; Marshalswick East and Jersey Farm; Marshalswick West; Park Street; St Peters; St Stephen; Sopwell e Verulam all'interno della Città e distretto di St Albans.

### Confini storici

St Albans dal 2010 al 2024

- 1918-1945: il Municipal Borough di St Albans, i distretti urbani di Barnet e East Barnet Valley, i distretti rurali di Barnet e Hatfield, e la parte rurale del distretto di St Albans che non era compresa nel collegio di Hemel Hempstead.
- 1950-1955: il Municipal Borough di St Albans, il distretto urbano di Welwyn Garden City, il distretto rurale di Welwyn, e il distretto rurale di St Albans eccetto le parrocchie civili di Harpenden Rural e Redbourn.
- 1955-1974: il Municipal Borough di St Albans, e nel distretto rurale di St Albans le parrocchie civili di Colney Heath, London Colney, Sandridge Rural, St Michael Rural, St Stephen e Wheathampstead.
- 1974-1983: il Municipal Borough di St Albans, il distretto urbano di Harpenden, e nel distretto rurale di St Albans le parrocchie civili di Harpenden Rural, Redbourn, St Michael Rural, Sandridge e Wheathampstead.
- 1983-1997: i ward del distretto di St Albans di Ashley, Batchwood, Clarence, Colney Heath, Cunningham, Harpenden East, Harpenden North, Harpenden South, Harpenden West, Marshalswick North, Marshalswick South, Redbourn, St Peter's, Sandridge, Sopwell e Verulam.
- 1997-2010: i ward del distretto di St Albans di Ashley, Batchwood, Clarence, Colney Heath, Cunningham, London Colney, Marshalswick North, Marshalswick South, Park Street, St Peter's, St Stephen's, Sopwell e Verulam, e il ward del distretto di Three Rivers di Bedmond.
- 2010-2024: i ward della Città e distretto di St Albans di Ashley, Batchwood, Clarence, Colney Heath, Cunningham, London Colney, Marshalswick North, Marshalswick South, Park Street, St Peter's, St Stephen, Sopwell e Verulam e il ward del distretto di Three Rivers di Bedmond and Primrose Hill.

## Membri del parlamento
| Elezione | Elezione          | Deputato        | Partito             |
| -------- | ----------------- | --------------- | ------------------- |
|          | 1885              | James Grimston  | Conservatore        |
| 1892     | Vicary Gibbs      |                 | Conservatore        |
|          | 1904 (S)          | John Slack      | Liberale            |
|          | 1906              | Hildred Carlile | Conservatore        |
| 1919 (S) | Francis Fremantle |                 | Conservatore        |
| 1943 (S) | John Grimston     |                 | Conservatore        |
|          | 1945              | Cyril Dumpleton | Laburista           |
|          | 1950              | John Grimston   | Conservatore        |
| 1959     | Victor Goodhew    |                 | Conservatore        |
| 1983     | Peter Lilley      |                 | Conservatore        |
|          | 1997              | Kerry Pollard   | Laburista           |
|          | 2005              | Anne Main       | Conservatore        |
|          | 2019              | Daisy Cooper    | Liberal Democratici |

## Elezioni

### Elezioni negli anni 2010
| Partito                    | Partito                              | Candidato                  | Risultati 4 luglio 2024 | Risultati 4 luglio 2024 |
| Partito                    | Partito                              | Candidato                  | Voti                    | %                       |
| -------------------------- | ------------------------------------ | -------------------------- | ----------------------- | ----------------------- |
|                            | Lib Dem                              | Daisy Cooper               | 29 222                  | 56,63                   |
|                            | Conservatore                         | James Spencer              | 9 388                   | 18,19                   |
|                            | Laburista                            | Sophia Bhatti              | 5 181                   | 10,04                   |
|                            | Reform UK                            | John Dowdle                | 4 336                   | 8,40                    |
|                            | Verdi                                | Simon Grover               | 3 272                   | 6,34                    |
|                            | Heritage                             | Dafydd Morriss             | 104                     | 0,20                    |
|                            | Social Democratico                   | Stewart Satterly           | 103                     | 0,20                    |
|                            |                                      |                            |                         |                         |
| Iscritti                   | Iscritti                             | Iscritti                   | 72 739                  | 100,00                  |
| ↳ Votanti (% su iscritti)  | ↳ Votanti (% su iscritti)            | ↳ Votanti (% su iscritti)  | 51 614                  | 70,96                   |
| ↳ Astenuti (% su iscritti) | ↳ Astenuti (% su iscritti)           | ↳ Astenuti (% su iscritti) | 21 125                  | 29,04                   |
|                            |                                      |                            |                         |                         |
|                            | Esito: collegio confermato a Lib Dem |                            |                         |                         |

| Partito                    | Partito                                         | Candidato                  | Risultati 12 dicembre 2019 | Risultati 12 dicembre 2019 |
| Partito                    | Partito                                         | Candidato                  | Voti                       | %                          |
| -------------------------- | ----------------------------------------------- | -------------------------- | -------------------------- | -------------------------- |
|                            | Lib Dem                                         | Daisy Cooper               | 28 867                     | 50,12                      |
|                            | Conservatore                                    | Anne Main                  | 22 574                     | 39,19                      |
|                            | Laburista                                       | Rebecca Lury               | 5 000                      | 8,68                       |
|                            | Verdi                                           | Simon Grover               | 1 004                      | 1,74                       |
|                            | Indipendente                                    | Jules Sherrington          | 154                        | 0,27                       |
|                            |                                                 |                            |                            |                            |
| Iscritti                   | Iscritti                                        | Iscritti                   | 73 721                     | 100,00                     |
| ↳ Votanti (% su iscritti)  | ↳ Votanti (% su iscritti)                       | ↳ Votanti (% su iscritti)  | 57 599                     | 78,13                      |
| ↳ Astenuti (% su iscritti) | ↳ Astenuti (% su iscritti)                      | ↳ Astenuti (% su iscritti) | 16 122                     | 21,87                      |
|                            |                                                 |                            |                            |                            |
|                            | Esito: collegio passa da Conservatore a Lib Dem |                            |                            |                            |

| Partito                    | Partito                                   | Candidato                  | Risultati 8 giugno 2017 | Risultati 8 giugno 2017 |
| Partito                    | Partito                                   | Candidato                  | Voti                    | %                       |
| -------------------------- | ----------------------------------------- | -------------------------- | ----------------------- | ----------------------- |
|                            | Conservatore                              | Anne Main                  | 24 571                  | 43,11                   |
|                            | Lib Dem                                   | Daisy Cooper               | 18 462                  | 32,39                   |
|                            | Laburista                                 | Kerry Pollard              | 13 137                  | 23,05                   |
|                            | Verdi                                     | Jack Easton                | 828                     | 1,45                    |
|                            |                                           |                            |                         |                         |
| Iscritti                   | Iscritti                                  | Iscritti                   | 72 794                  | 100,00                  |
| ↳ Votanti (% su iscritti)  | ↳ Votanti (% su iscritti)                 | ↳ Votanti (% su iscritti)  | 56 998                  | 78,30                   |
| ↳ Astenuti (% su iscritti) | ↳ Astenuti (% su iscritti)                | ↳ Astenuti (% su iscritti) | 15 796                  | 21,70                   |
|                            |                                           |                            |                         |                         |
|                            | Esito: collegio confermato a Conservatore |                            |                         |                         |

| Partito                    | Partito                                   | Candidato                  | Risultati 7 maggio 2015 | Risultati 7 maggio 2015 |
| Partito                    | Partito                                   | Candidato                  | Voti                    | %                       |
| -------------------------- | ----------------------------------------- | -------------------------- | ----------------------- | ----------------------- |
|                            | Conservatore                              | Anne Main                  | 25 392                  | 46,65                   |
|                            | Laburista                                 | Kerry Pollard              | 12 660                  | 23,26                   |
|                            | Lib Dem                                   | Sandy Walkington           | 10 076                  | 18,51                   |
|                            | UKIP                                      | Chris Wright               | 4 271                   | 7,85                    |
|                            | Verdi                                     | Jack Easton                | 2 034                   | 3,74                    |
|                            |                                           |                            |                         |                         |
| Iscritti                   | Iscritti                                  | Iscritti                   | 75 601                  | 100,00                  |
| ↳ Votanti (% su iscritti)  | ↳ Votanti (% su iscritti)                 | ↳ Votanti (% su iscritti)  | 54 433                  | 72,00                   |
| ↳ Astenuti (% su iscritti) | ↳ Astenuti (% su iscritti)                | ↳ Astenuti (% su iscritti) | 21 168                  | 28,00                   |
|                            |                                           |                            |                         |                         |
|                            | Esito: collegio confermato a Conservatore |                            |                         |                         |

| Partito                    | Partito                                   | Candidato                  | Risultati 6 maggio 2010 | Risultati 6 maggio 2010 |
| Partito                    | Partito                                   | Candidato                  | Voti                    | %                       |
| -------------------------- | ----------------------------------------- | -------------------------- | ----------------------- | ----------------------- |
|                            | Conservatore                              | Anne Main                  | 21 533                  | 40,76                   |
|                            | Lib Dem                                   | Sandy Walkington           | 19 228                  | 36,39                   |
|                            | Laburista                                 | Roma Mills                 | 9 288                   | 17,58                   |
|                            | UKIP                                      | John Stocker               | 2 028                   | 3,84                    |
|                            | Verdi                                     | Jack Easton                | 758                     | 1,43                    |
|                            |                                           |                            |                         |                         |
| Iscritti                   | Iscritti                                  | Iscritti                   | 71 399                  | 100,00                  |
| ↳ Votanti (% su iscritti)  | ↳ Votanti (% su iscritti)                 | ↳ Votanti (% su iscritti)  | 52 835                  | 74,00                   |
| ↳ Astenuti (% su iscritti) | ↳ Astenuti (% su iscritti)                | ↳ Astenuti (% su iscritti) | 18 564                  | 26,00                   |
|                            |                                           |                            |                         |                         |
|                            | Esito: collegio confermato a Conservatore |                            |                         |                         |

### Elezioni negli anni 2000
| Partito                    | Partito                                           | Candidato                  | Risultati 5 maggio 2005 | Risultati 5 maggio 2005 |
| Partito                    | Partito                                           | Candidato                  | Voti                    | %                       |
| -------------------------- | ------------------------------------------------- | -------------------------- | ----------------------- | ----------------------- |
|                            | Conservatore                                      | Anne Main                  | 16 953                  | 37,29                   |
|                            | Laburista                                         | Kerry Pollard              | 15 592                  | 34,30                   |
|                            | Lib Dem                                           | Michael Green              | 11 561                  | 25,43                   |
|                            | UKIP                                              | Richard Evans              | 707                     | 1,56                    |
|                            | St Albans Party                                   | Janet Girsman              | 430                     | 0,95                    |
|                            | Indipendente                                      | Mark Reynolds              | 219                     | 0,48                    |
|                            |                                                   |                            |                         |                         |
| Iscritti                   | Iscritti                                          | Iscritti                   | 64 945                  | 100,00                  |
| ↳ Votanti (% su iscritti)  | ↳ Votanti (% su iscritti)                         | ↳ Votanti (% su iscritti)  | 45 462                  | 70,00                   |
| ↳ Astenuti (% su iscritti) | ↳ Astenuti (% su iscritti)                        | ↳ Astenuti (% su iscritti) | 19 483                  | 30,00                   |
|                            |                                                   |                            |                         |                         |
|                            | Esito: collegio passa da Laburista a Conservatore |                            |                         |                         |

| Partito                    | Partito                                | Candidato                  | Risultati 7 giugno 2001 | Risultati 7 giugno 2001 |
| Partito                    | Partito                                | Candidato                  | Voti                    | %                       |
| -------------------------- | -------------------------------------- | -------------------------- | ----------------------- | ----------------------- |
|                            | Laburista                              | Kerry Pollard              | 19 889                  | 45,45                   |
|                            | Conservatore                           | Charles Elphicke           | 15 423                  | 35,24                   |
|                            | Lib Dem                                | Nick Rijke                 | 7 847                   | 17,93                   |
|                            | UKIP                                   | Chris Sherwin              | 602                     | 1,38                    |
|                            |                                        |                            |                         |                         |
| Iscritti                   | Iscritti                               | Iscritti                   | 66 004                  | 100,00                  |
| ↳ Votanti (% su iscritti)  | ↳ Votanti (% su iscritti)              | ↳ Votanti (% su iscritti)  | 43 761                  | 66,30                   |
| ↳ Astenuti (% su iscritti) | ↳ Astenuti (% su iscritti)             | ↳ Astenuti (% su iscritti) | 22 243                  | 33,70                   |
|                            |                                        |                            |                         |                         |
|                            | Esito: collegio confermato a Laburista |                            |                         |                         |

## Risultati dei referendum

### Referendum sulla permanenza del Regno Unito nell'Unione europea del 2016
|             | Collegio    | Lasciare UE % | Rimanere in UE % |
| ----------- | ----------- | ------------- | ---------------- |
|             | St Albans   | 37,4%         | 62,6%            |
|             | Inghilterra | 53,3%         | 46,7%            |
| Regno Unito | 51,9%       | 48,1%         |                  |